# ፐ
Psa (en amhárico ፕሳ) es la vigésimo sexta letra del alfabeto etíope, que representa el sonido /p/.

## Historia
Esta letra (ፐ) proviene de la letra etíope ተ (taw), la cual proviene del carácter árabe meridional 𐩩, el cual proviene del jeroglífico egipcio Z9.
| Z9 | Teh | Täwe | Psa |
| -- | --- | ---- | --- |
| 𓏴  | 𐩩   | ተ    | ፐ   |

## Uso
El alfabeto etíope es un alfasilabario donde cada símbolo corresponde a una combinación vocal + consonante, es decir, hay un símbolo básico al cual se añaden símbolos para marcar la vocal. Las modificaciones de la letra ኀ (ḫarm) son las siguientes:
| pä [pə] | pu | pi | pa | pe | pə [pɨ], ∅ | po | pʷa |
| ------- | -- | -- | -- | -- | ---------- | -- | --- |
| ፐ       | ፑ  | ፒ  | ፓ  | ፔ  | ፕ          | ፖ  | ፗ   |